# عبد الله بن العجلان النهدي
عبد الله بن العجلان النهدي (? - 50 ق. هـ / ? - 574 م) هو شاعر جاهلي، من العشاق المُتيَّمين، وسيد من سادات قومه، في شعره طلاوة وعذوبة قل أن تكونا في شعر غير المحبين من الجاهليين، من قضاعة وعاش في الحجاز، وخلاصة ما قالوه في خبره أنه كانت له زوجة اسمها هند، من قومه، أقامت عنده سبع سنين ولم تلد له، فأكرهه أبوه على طلاقها، فطلقها وتزوجت برجل من بني نمير، فندم ابن العجلان عليها، وما زال ينمو شغفه بها حتى دنف ومات أسفاً.

## نسبه
عبد الله بن العجلان، بن عبد الأحب، بن عامر، بن كعب، بن صباح، بن نهد، بن زيد، بن ليث، بن أسود، بن أسلم، بن الحاف، بن قُضاعة.

## قصته
عن الهيثم بن عدي، قال: كان عبد الله بن العجلان النهدي سيدًا في قومه، وابن سيد من ساداتهم، وكان أبوه أكثر بني نهد مالا، وكانت هند امرأة عبد الله بن العجلان التي يذكرها في شعره، امرأة من قومه من بني نهد، وكانت أحب الناس إليه، وأحظاهم عنده، فمكثت معه سنين سبعا، أو ثمانيا لم تلد فقال له أبوه: إنه لا ولد لي غيرك، ولا ولد لك، وهذه المرأة عاقر، فطلقها وتزوج غيرها، فأبى ذلك عليه فآلى إلا يكلمه أبدا حتى يطلقها، فأقام على أمره، ثم عمد إليه يوما، وقد شرب الخمر حتى سكر، وهو جالس مع هند، فأرسل إليه أن صر إلي، فقالت له هند لا تمض إليه فوالله ما يريدك لخير، وإنما يريدك لأنه بلغه أنك سكران، فطمع فيك أن يقسم عليك فتطلقني، فنم مكانك ولا تمض إليه، فأبى وعصاها، فتعلقت بثوبه، فضربها بمسواك فأرسلته، وكان في يدها زعفران فأثر في ثوبه مكان يدها، ومضى إلى أبيه، فعادوه في أمرها، وأنبه، وضعفه، وجمع عليه مشيخة الحي، وفتيانهم، فتناولوه بألسنتهم، وعيروه بشغفه بها، وضعف حزمه، ولم يزالوا به حتى طلقها، فلما أصبح خبر بذلك، وقد علمت به هند فاحتجبت عنه وعادت إلى أبيها، فأسف عليها أسفا شديدا، فلما رجعت إلى أبيها خطبها رجل من بني نمير، فزوجها أبوها منه، فبنى بها عندهم، وأخرجها إلى بلده، فلم يزل عبد الله بن العجلان دنفا سقيما يقول فيها الشعر، ويبكيها حتى مات أسفا عليها، وعرضوا عليه فتيات الحي جميعا فلم يقبل واحدة منهن، وقال في طلاقه إياها:
وفي هذه القصيدة يقول:
 

## موته
ما جاء في موت ابن العجلان وهند قال أبو عمرو الشيباني: لما طلق عبد الله بن العجلان هندًا أنكحت في بني عامر، وكانت بينهم وبين نهد مغاورات، فجمعت نهد لبني عامر جميعا، فأغاروا على طوائف منهم فيهم بنو العجلان، وبنو الوحيد، وبنو الحريش، وبنو قشير، ونذروا بهم فاقتتلوا قتالا شديدا، ثم انهزمت بنو عامر، وغنمت نهد أموالهم، وقتل في المعركة ابن لمعاوية بن قشير بن كعب، وسبعة بنين له، وقرط وجدعان ابنا سلمة بن قشير ومرداس بن جزعة بن كعب، وحسين بن عمرو بن معاوية ومسحقة بن المجمع الجعفي، فقال عبد الله بن العجلان في ذلك: ألا أبلغ بني العجلان عني *** فلا ينبيك بالحدثان غيري
بأنا قد قتلنا الخير قرطا *** وجرنا في سراة بني قشير
وأفلتنا بنو شكل رجالا حفاة *** يربئون على سمير
وقالت امرأة من بني قيس ترثي قتلاهم: 
أصبتم يا بني نهد بن زيد 
قروما عند قعقعة السلاح 
إذا اشتد الزمان وكان محلا 
وحارد فيه إخوان السماح 
أهانوا المال في اللزبات 
صبرا وجادوا بالمتالي واللقاح 
فباكي مالكا وابكي بجيرا 
وشداد لمشتجر الرماح 
وكعبا فاندبيه معا وقرطا 
أولئك معشري هدوا جناحي 
وباكي إن بكيت على حسيل 
ومرداس قتيل بني صباح 
قال: وأسر عبد الله بن العجلان رجلا من بني الوحيد، فمن عليه وأطلقه، ووعده الوحيدي الثواب، فلم يف فقال عبد الله:
وقالوا لن تنال الدهر فقرا 
إذا شكرتك نعمتك الوحيد 
فيا ندما ندمت على رزام 
ومخلفه كما خلع العتود 
قال أبو عمرو: ثم أن بني عامر جمعوا لبني نهد، فقالت هند امرأة عبد الله بن العجلان التي كانت ناكحا فيهم لغلام منهم يتيم فقير من بني عامر: لك خمس عشرة ناقة على أن تأتي قومي فتنذرهم قبل أن يأتيهم بنو عامر، فقال: أفعل، فحملته على ناقة لزوجها ناجية وزودته تمرا ووطبا من لبن، فركب فجد في السير وفني اللبن، فأتاهم والحي خلوف في غزو وميرة، فنزل بهم وقد يبس لسانه، فلما كلموه لم يقدر على أن يجيبهم وأومأ، لهم إلى لسانه، فأمر خراش بن عبد الله بلبن وسمن، فأسخن وسقاه إياه فابتل لسانه وتكلم، وقال لهم: أتيتم، أنا رسول هند إليكم تنذركم، فاجتمعت بنو نهد واستعدت، ووافتهم بنو عامر فلحقوهم على الخيل، فاقتتلوا قتالا شديدا ، فانهزمت بنو عامر ، فقال عبد الله بن العجلان في ذلك: 
وعاود عيني نصبها وغرورها 
أهم عناها أم قذاها يعورها 
أم الدار أمست قد تعفت كأنها 
زبور يمان رقشته سطورها 
ذكرت بها هندا وأترابها الألى 
بها يكذب الواشي ويعصى أميرها 
فما معول تبكي لفقد أليفها 
إذا ذكرته لا يكف زفيرها 
بأغزر مني عبرة إذ رأيتها 
يحث بها قبل الصباح بعيرها 
ألم يأت هندا كيفما صنع قومها 
بني عامر إذ جاء يسعى نذيرها 
فقالوا لنا إنا نحب لقاءكم 
وإنا نحيي أرضكم ونزورها 
فقلنا إذا لا تنكل الدهر عنكم 
بصم القنا اللائي الدماء تميرها 
فلا غرو أن الخيل تنحط في القنا
تمطر من تحت العوالي ذكورها 
تأوه مما مسها من كريهة 
وتصفي الخدود والرماح تصورها 
وأربابها صرعى ببرقة أخرب 
تجررهم ضبعانها ونسورها 
فأبلغ أبا الحجاج عني رسالة 
مغلغلة لا يغلبنك بسورها 
فأنت منعت السلم يوم لقيتنا 
بكفيك تسدي غية وتنيرها 
فذوقوا على ما كان من فرط إحنة 
حلائبنا إذ غاب عنا نصيرها 
إلا قال أبو عمرو: فلما اشتد ما بعبد الله بن العجلان من السقم خرج سرا من أبيه مخاطرا بنفسه ، حتى أتى أرض بني عامر لا يرهب ما بينهم من الشر والترات ، حتى نزل ببني نمير، وقصد خباء هند ، فلما قارب دارها رآها وهي جالسة على الحوض ، وزوجها يسقي ويذود الإبل عن مائة ، فلما نظر إليها ونظرت إليه رمى بنفسه عن بعيره ، وأقبل يشتد إليها ، وأقبلت تشتد إليه ، فاعتنق كل واحد منهما صاحبه ، وجعلا يبكيان وينشجان ويشهقان ، حتى سقطا على وجوههما ، وأقبل زوج هند ينظر ما حالهما ، فوجدهما ميتين فماتوا متعانقين.

## تحقيق ديوانه
جمع ديوان ابن العجلان النهدي وحققه إبراهيم صالح، ونشرته هيئة أبو ظبي للثقافة والتراث سنة 2009.